# Лебзино (платформа)
Ле́бзино — остановочный пункт и разъезд Савёловского направления Московской железной дороги в Талдомском городском округе Московской области. 
Расположен в населённом пункте Великий Двор, назван по деревне Лебзино, расположенной в 3 км к югу.

## Описание
Последний остановочный пункт данного направления в Московской области, следующий — 124 км, расположен уже в Тверской области. Граница проходит в 2,6 км севернее по линии.
Разъезд в Лебзино, состоявший из двух путей и двух платфом, в конце 1990-х был ликвидирован, стрелки демонтированы. В рамках инвестиционной программы РЖД «Усиление пропускной способности направления Дмитров – Сонково – Мга» проведено восстановление разъезда. В 2020 году начались строительно-монтажные работы по восстановлению разъезда. К 2025 году работы завершены.
Останавливаются все электропоезда маршрутов Москва-Бутырская — Савёлово.
По состоянию на май 2022 года действует расписание:
На Москву: 9 по будням, 13 по выходным.
На Савёлово: 9 по будням, 13 по выходным.